# Money in the Bank 2017
Money in the Bank (2017) was een professioneel worstel-pay-per-view (PPV) en WWE Network evenement dat georganiseerd werd door WWE hun SmackDown brand. Het was de 8e editie van Money in the Bank en vond plaats op 18 juni 2017 in het Scottrade Center in St. Louis, Missouri. Dit was het eerste evenement waar een vrouwelijke Money in the Bank Ladder match was.

## Matches
| Nr. | Match                                                                                            | Winnaar(s)    | Opmerkingen                                                                                      | Bron  |
| --- | ------------------------------------------------------------------------------------------------ | ------------- | ------------------------------------------------------------------------------------------------ | ----- |
| 1p  | The Hype Bros (Mojo Rawley & Zack Ryder) vs. The Colóns (Epico Colón & Primo Colón)              | The Hype Bros | Tag team match.                                                                                  | [ 2 ] |
| 2   | Carmella (met James Ellsworth) vs. Becky Lynch vs. Charlotte Flair vs. Natalya vs. Tamina        | Carmella      | Money in the Bank ladder match voor een WWE SmackDown Women's Championship match contract.       | [ 2 ] |
| 3   | The New Day (Big E & Kofi Kingston) (met Xavier Woods) vs. The Usos (Jimmy & Jey Uso)            | The New Day   | Tag team match voor het WWE SmackDown Tag Team Championship. The New Day won door een count out. | [ 2 ] |
| 4   | Naomi (c) vs. Lana                                                                               | Naomi         | Eén-op-één match voor het WWE SmackDown Women's Championship.                                    | [ 2 ] |
| 5   | Jinder Mahal (c) (met The Singh Brothers) vs. Randy Orton                                        | Jinder Mahal  | Eén-op-één match voor het WWE Championship.                                                      | [ 2 ] |
| 6   | Breezango (Fandango & Tyler Breeze) vs. The Ascension (Konnor & Viktor)                          | Breezango     | Tag team match.                                                                                  | [ 2 ] |
| 7   | Baron Corbin vs. AJ Styles vs. Dolph Ziggler vs. Kevin Owens vs. Sami Zayn vs. Shinsuke Nakamura | Baron Corbin  | Money in the Bank ladder match voor een WWE Championship match contract.                         | [ 2 ] |